# Roureda del Mas
La Roureda del Mas, és un bosc de roures del terme municipal de Tremp, al Pallars Jussà, dins de l'antic terme d'Espluga de Serra.
Està situat en el territori del poble de Casterner de les Olles, al sud-est d'aquest antic poble. És a l'extrem nord-oest del terme de Tremp, molt proper al pantà d'Escales, en els contraforts septentrionals del Roc de Sant Cugat, al capdavall de l'Obaga de Casterner.